# Trachops cirrhosus
Trachops cirrhosus е вид прилеп от семейство Американски листоноси прилепи (Phyllostomidae). Възникнал е преди около 0,0117 млн. години по времето на периода кватернер. Видът не е застрашен от изчезване.

## Разпространение и местообитание
Разпространен е в Белиз, Боливия, Бразилия, Венецуела, Гватемала, Гвиана, Еквадор, Колумбия, Коста Рика, Мексико, Никарагуа, Панама, Перу, Салвадор, Суринам, Тринидад и Тобаго, Френска Гвиана и Хондурас.
Обитава гористи местности и пещери в райони с тропически климат, при средна месечна температура около 23,9 градуса.

## Описание
Теглото им е около 36,9 g.
Популацията на вида е стабилна.